# Gosseltshausen
Gosseltshausen ist ein Ortsteil des Marktes Wolnzach im Landkreis Pfaffenhofen an der Ilm. Das Pfarrdorf liegt in Oberbayern im fruchtbaren Tertiärhügelland der Hallertau, dem größten zusammenhängenden Hopfenanbaugebiet der Welt.

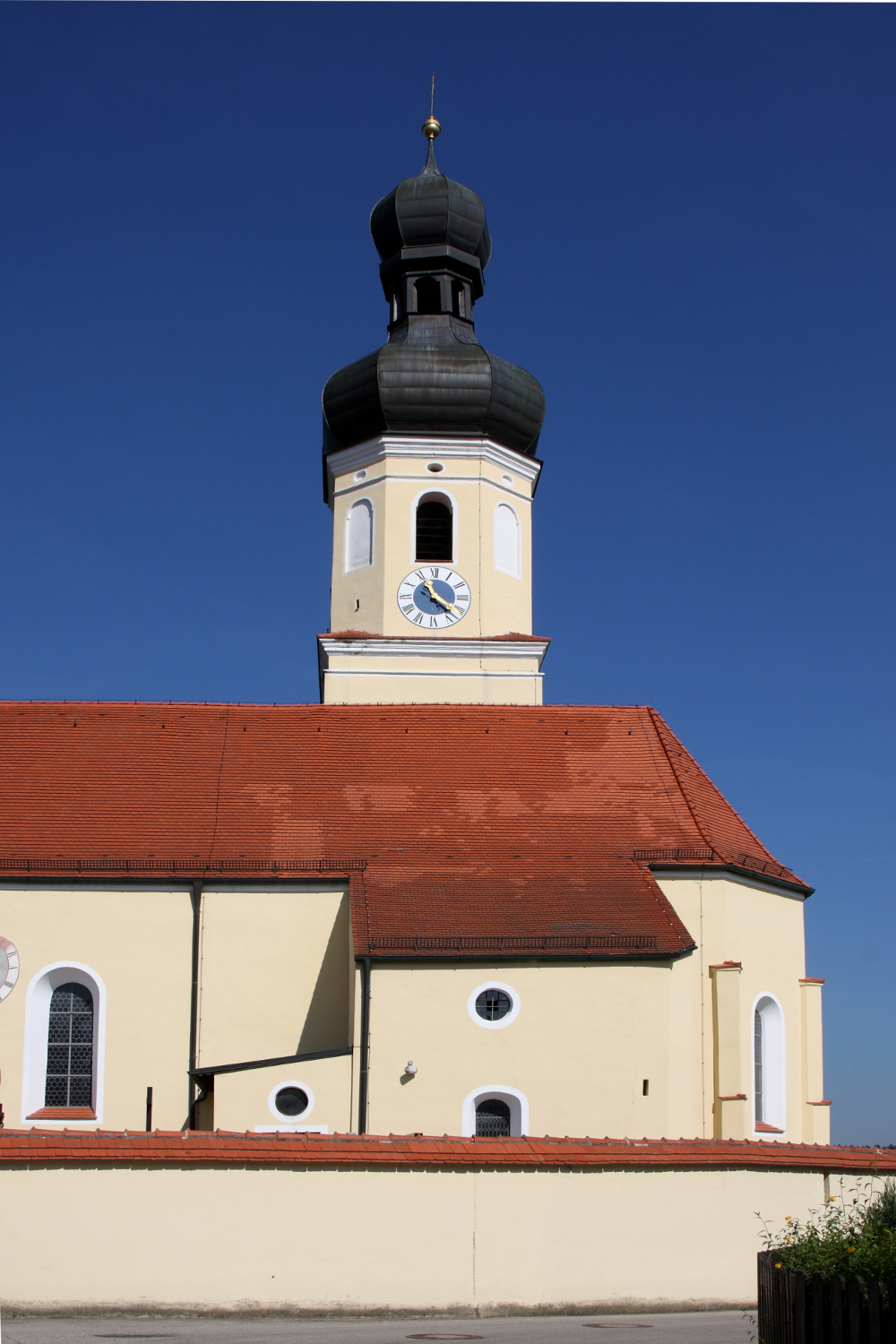
Pfarrkirche Mariä Heimsuchung

## Geschichte
Der Name des Ortes Gozilhusa erscheint im 10. Jahrhundert in einem Güterverzeichnis des Klosters Tegernsee. Die Pfarrkirche Mariä Heimsuchung geht auf eine romanische Anlage zurück. Chor und Sakristei wurden vermutlich schon um 1400 erbaut. Während des Spanischen Erbfolgekrieges kam es im Jahr 1702 zum Brand der Kirche, die von 1710 bis 1740 neu erbaut wurde. Gosseltshausen wurde im Zuge der Verwaltungsreformen in Bayern mit dem Gemeindeedikt von 1818 eine selbständige politische Gemeinde, zu der auch das Dorf Starzhausen und die Einöden Krönmühle und Schlagenhausermühle gehörten. Am 1. Juli 1971 wurde die Gemeinde Gosseltshausen in den Markt Wolnzach eingegliedert.

## Kirche Mariä Heimsuchung
Siehe: Mariä Heimsuchung

## Persönlichkeiten
- Marius Wörl (* 2004), Fußballspieler